# 八尾町福島
八尾町福島（やつおまちふくじま）は、富山県富山市の町名である。八尾町役場(現八尾行政サービスセンター)が所在している。

## 概要
八尾町の古い街並みのある地区に比べると標高が低い。

## 地理
- 河川 井田川

## 施設
- 八尾行政サービスセンター
- あおば農業協同組合（JAあおば）本店

## 交通
- 高山本線の越中八尾駅で下車。

## 参考出典
『富山県の地名』平凡社